# Shichirin

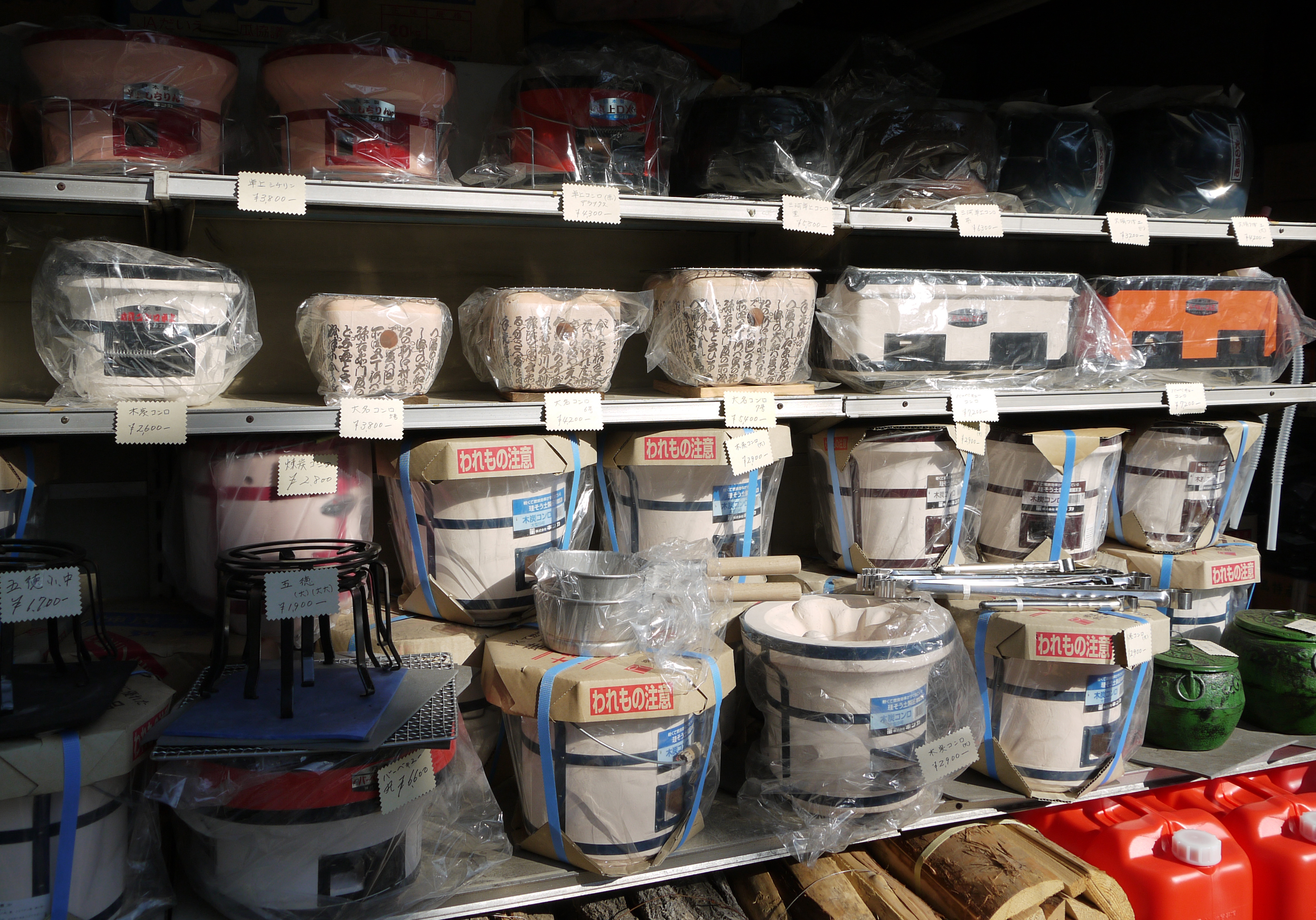
Einige Varianten heutiger Shichirin.

Ein Shichirin (jap. 七輪, wörtlich etwa „sieben Räder“) bezeichnet ein Küchenutensil aus der japanischen Küche. Es handelt sich um einen kleinen Holzkohlegrill, der in mehreren Varianten schon seit langer Zeit in Gebrauch ist. In den USA wird ein Shichirin oft mit einem Hibachi gleichgesetzt und vermutlich hat die falsche Verwendung sich dadurch weiter verbreitet. Es gibt jedoch keine Überschneidung zwischen einem Shichirin und einem Hibachi.

## Geschichte

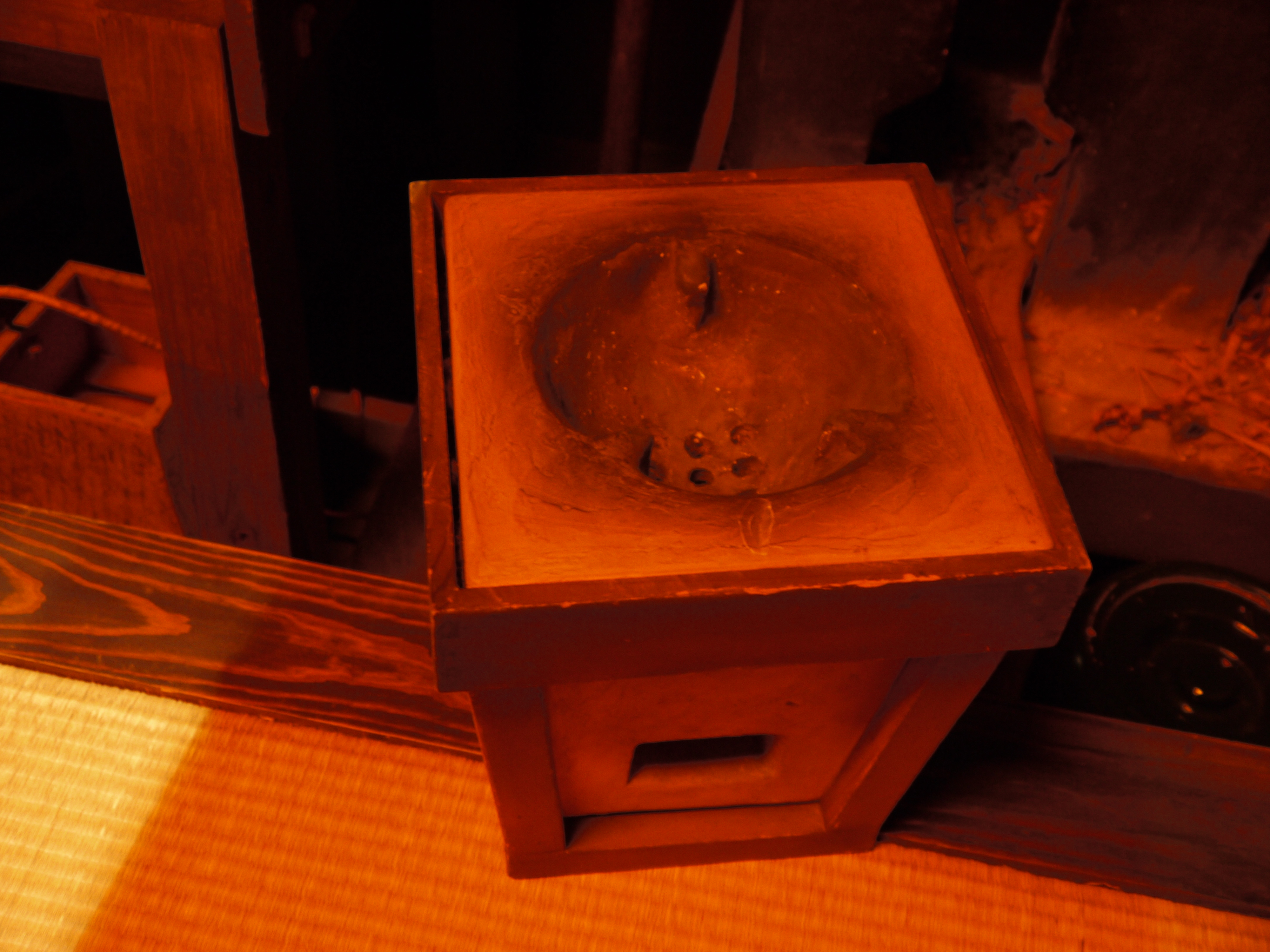
Ein Shichirin aus der späten Edo-Zeit im Fukagawa-Edo-Museum.

Schon in der Edo-Zeit wurde der Shichirin als Küchengerät beschrieben, die Benutzung erfolgte durch die Samurai, andere Adelige und höhergestellte Bürger. Noch ältere Modelle waren schon in der Frühzeit verwendet worden, jedoch sind die heute noch verwendeten Geräte weitestgehend denen aus der Edo-Zeit ähnlich. Nach Verbreitung in alle Schichten des Volkes fand dieser kleine Ofen Verwendung bei vielerlei Anlässen, besonders beim Gebrauch im Freien bei Volksfesten (Matsuri) in der kalten Jahreszeit. Auch während japanischer Teezeremonien kommt der Shichirin zum Einsatz.

## Aufbau und Verwendung

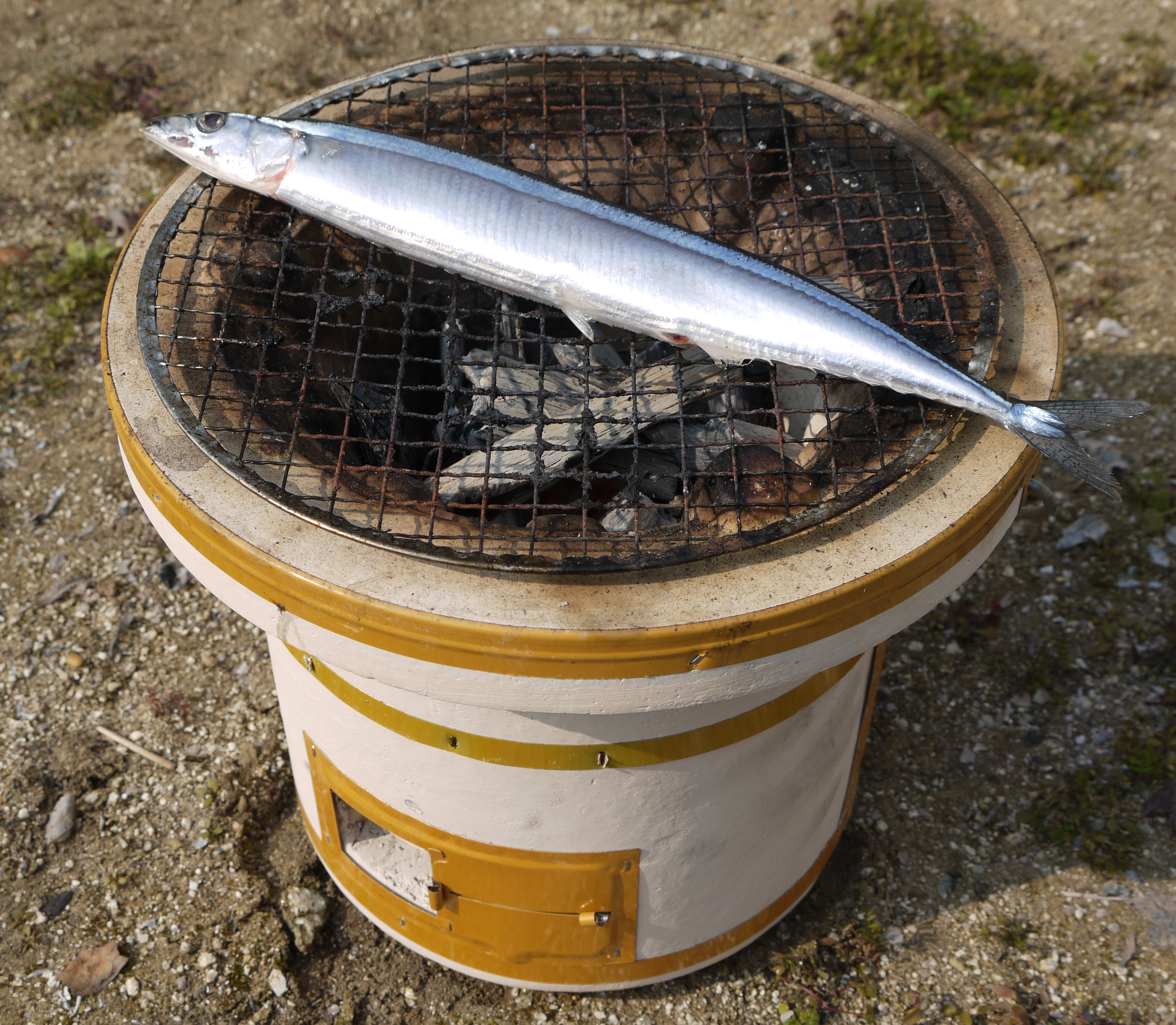
Ein pazifischer Makrelenhecht gart auf einem Shichirin, in Japan besonders im Herbst eine beliebte Speise.

Ein Shichirin (in der Kansai-Region auch kanteki genannt) ist ein kleiner, kompakter Kocher, der leicht bewegt werden kann und mit Holzkohle befeuert wird. Traditionell wurde dafür gerne Binchōtan, eine Holzkohle aus der japanischen Eiche (ubame) verwendet. Diese soll sauber verbrennen, wenig Geruch verbreiten und durch die niedrigere Gartemperatur das Grillgut saftig bleiben lassen. Im Shichirin kann mit einer kleinen Menge an Brennstoff der Garvorgang bis zu vier Stunden unterhalten werden. Besonders beim Yakiniku ist der Shichirin ein essenzielles Garinstrument.
Ältere Shichirin wurden meist aus Keramik gefertigt, hingegen werden sie heute bevorzugt aus Kieselgur oder auch aus Metall hergestellt. Es gibt Modelle mit einer doppelten inneren und äußeren Keramikschicht. Die Form ist entweder zylindrisch, rechteckig oder quadratisch angelegt, die Größe kann ebenfalls variieren. Je nach gewünschter Verwendung werden die Öfen in unterschiedlicher Ausführung benutzt.